# Žalozpěv Krvavé dásně
Žalozpěv Krvavé dásně (v anglickém originále The Sound of Bleeding Gums) je 17. díl 33. řady (celkem 723.) amerického animovaného seriálu Simpsonovi. Scénář napsala Loni Steele Sosthandová a díl režíroval Chris Clements. V USA měl premiéru dne 10. dubna 2022 na stanici Fox Broadcasting Company a v Česku byl poprvé vysílán 7. června 2022 na stanici Prima Cool.

## Děj
Líza poslouchá na telefonu jazzovou hudbu. Vtom z televize zaslechne reklamu na Springfieldskou loterii, jejímž tématem je předělávka Murphyho písně „Nechci čelit zítřku“. Líza je proti loterii a hazardu – stejně jako byl zesnulý Murphy.
Líza se tedy vydá do jazzového klubu, aby to řekla místním hudebníkům. Všichni hudebníci však také zpívají loterijní píseň, protože se zúčastnili loterie.
Mladá hudebnice jde tedy na Kanál 6, kde probíhá debata o údajné vykradení Murphyho písně loterií. Přestože na všechny otázky o životě svého idola odpoví správně, neví o tom, že má Murphy syna.
S pomocí halucinace jeho syna najde, jmenuje se Monk Murphy. Zjistí, že se narodil hluchý a dorozumívá se odezíráním ze rtů. Murphy chtěl svému synovi pomoci, ale náklady na operaci byly příliš vysoké. Líza má v plánu pomoct Monkovi získat honoráře za otcovy písně.
Líza vezme Monka do jazzového klubu, kde zjistí, že společnost Doceněný umělec vydává Murphyho písně. Po příjezdu zjistí, že Murphy byl podveden a podepsal nevýhodnou smlouvu, kvůli které prodává autorská práva k písním různým světoznámým společnostem. V tu chvíli Monk požádá Lízu, aby ho nechala na pokoji. Cítí se nesvá, a tak se vydá z domu k mostu, kde se s Murphym dříve setkala. Opět se zde zjeví halucinace.
Líza zajde do Centra pro neslyšící děti a jejich rodiny, kde Monk pracuje jako mentor pro děti se sluchovým postižením. Dívka žádá o odpuštění za své činy, ale Monk jí řekne, že kochleární implantát získal díky výhře v loterii. Na mostě mu Líza pustí píseň Murphyho o něm samotném.

## Produkce
Původní název dílu byl Bleeding Gums Murphy in the Sound of Music (česky volně Murphy Krvavá dáseň ve zvuku hudby, ale byl změněn na The Sound of Bleeding Gums, v českém vysílání Žalozpěv Krvavé dásně). V seriálu se poprvé objevili neslyšící a nedoslýchaví herci. Monka namluvil herec John Autry II., který má sluchové postižení. Nahrávání se zúčastnilo celkem šest neslyšících herců, včetně Kathy Buckleyové a tří dětí z organizace No Limits.
Epizoda je inspirována rodinou scenáristky Loni Steele Sosthandové, jejíž bratr Eli se narodil hluchý. Samotný Eli namluvil několik replik dílu. Když se během společné diskuze mluvilo o postavě Murphyho Krvavé dásně, režisér a jeho tým přemýšleli o tom, že by Líza odhalila úplně jinou stránku jeho života.
V rozhovoru pro CNN Sosthandová řekla, že producenti seriálu konzultovali se dvěma odborníky na znakovou řeč, jaké znaky budou postavy v seriálu používat. I když postavy nemají prst, významy slov jsou správné, potvrdili odborníci na znakový jazyk.

## Přijetí

### Sledovanost
Jedná se o první díl 33. řady, který během premiérového vysílání v USA sledoval méně než 1 milion diváků, konkrétně 0,95 milionu diváků.

### Kritika
Tony Sokol z Den of Geek ohodnotil epizodu 3,5 hvězdičkami z 5 s komentářem: „Žalozpěv Krvavé dásně je sladký, ale nevyvolává zubní kazy. Homer není na Lízu nikdy pyšnější, než když je připravena přestat, a ještě víc na Barta, který to nikdy ani nezkusil. Vždycky je tu pochybná naděje. V nejnovější řadě Simpsonových je spousta vývoje postav liberálně rozeseta po celém Springfieldu, většina z nich jsou vedlejší.“
Marcus Gibson z webu Bubbleblabber udělil dílu 8,5 bodů z 10 a napsal: „Celkově lze říci, že seriál se Žalozpěvem Krvavé dásně se opět zapsal do historie své 33. řady. Díky zobrazení komunity neslyšících a solidní dějové linii zaměřené na Lízu je tento díl pro Simpsonovy důstojným historickým okamžikem. Humor epizody také vnesl do epizody trochu zábavy, především díky Bartovi, který obtěžuje Lízu, a retrospektivě, v níž Líza a Murphy hrají Řidiče slečny Daisy. (…) Lze s jistotou říct, že komunita neslyšících má v mediálním průmyslu, zejména v animovaném, zářnou budoucnost.“